# 友蘭達·夢露
友蘭達·夢露（法語：Yolande Moreau，1953年2月27日—），比利時女演員、喜劇演員、電影導演與編劇，她曾兩度獲得凱薩獎最佳女主角獎。

## 生平與職業
友蘭達·夢露畢業自戲劇學校，原本在學校裡擔任教師，後來才演出舞台劇、電影，她一開始是演出安妮·華達執導的電影，包括獲得金獅獎的《天涯流浪女》。隨後她與其他法國知名的法國喜劇演員製作了電視喜劇系列《Les Deschiens》而廣受歡迎。
2004年，她自導自演的《心如潮湧》讓她獲得第一座凱薩獎最佳女主角獎，也獲得最佳首部電影；2008年，她再以《花落花開》獲得凱薩獎最佳女主角獎。2013年，她執導的《餐館小情歌》於第66屆坎城影展導演雙週單元首映。